# José Benito Ríos
José Benito Ríos González (* 3. April 1935 in Quillota; † 30. Mai 2008 Coronel) war ein chilenischer Fußballspieler und -trainer. Der Stürmer absolvierte ein Länderspiel für Chiles Nationalmannschaft und wurde 1959 Torschützenkönig der Primera División in Chile. 

## Karriere

### Verein
José Benito Ríos begann seine Profikarriere 1954 bei Unión La Calera. Der Offensivspieler spielte für verschiedene Vereine in der Primera und der Segunda División. In seiner ersten Saison beim CD O’Higgins wurde er mit 22 Treffern Ligatorschützenkönig 1959. Die längste Zeit verbrachte Ríos bei San Luis de Quillota, seine Karriere beendete der Angreifer schließlich 1973 bei Deportivo Ñublense. Nach seiner Zeit als aktiver Spieler war Ríos als Trainer bei Ñublense, Lota Schwager und Provincial Osorno tätig.

### Nationalmannschaft
José Benito Ríos bestritt ein Länderspiel im November 1959 für die Nationalmannschaft Chiles. Beim Freundschaftsspiel gegen Argentinien wurde der Stürmer in der 38. Spielminute für Armando Tobar eingewechselt und erzielte kurz vor Spielende den 4:2-Endstand. Es war der erste Sieg Chiles über Argentinien in einem offiziellen Länderspiel.

## Erfolge
Lota Schwager
- Segunda División: 1969

## Auszeichnungen
- Torschützenkönig der Primera División: 1959